# Evandro Amorim Barbosa
Evandro Amorim Barbosa (* 24. August 1992 in São Sebastião do Paraíso, Minas Gerais) ist ein brasilianischer Schachspieler, der den Titel Großmeister trägt.

## Karriere
Im Jahr 2009 erlangte Barbosa den Titel FIDE-Meister, 2011 wurde er zum Internationalen Meister gekürt. 2011 nahm er an der Junioren-Weltmeisterschaft teil und erreichte mit einer Bilanz von sechs Siegen, drei Niederlagen und vier Unentschieden acht Punkte. Beim Capella La Grande Open 2014 belegte er mit sechs Punkten den 41. Rang. 2016 war er Teil der brasilianischen Mannschaft bei der Schacholympiade in Baku. Im selben Jahr erreichte er den Titel Großmeister.